# Boleradice (hrad)
Hrad Boleradice stával na svahu kopce Hrad nad obcí Boleradice.

## Historie
Hrad pravděpodobně nechal založit Lev II. z Klobouk, který se po něm v letech 1235-1270 psal. V majetku pánů z Klobouk zůstal do konce 13. století. V první polovině 14. století se po něm psali Drslav, Oto a Diva z Branišovic a roku 1358 se jako majitel uvádí Vilém z Kunštátu, jenž založil boleradickou větev. Hrad je poprvé zmiňován až roku 1373. Po roce 1471 se ho zmocnil uherský hejtman Jan Zelený, v jehož majetku byl deset let. Páni z Kunštátu hrad vlastnili do roku 1490, kdy byl Bočkem z Kunštátu intabulován Protivcovi ze Zástřizl, ale roku 1512 se vrací pánům z Kunštátu. Ti však o něj ztratili zájem a hrad tak chátral. Ještě v roce 1531 je zmiňován jako zámek, ale v roce 1536, kdy Heralt z Kunštátu prodal panství pánům z Víckova, je uváděn jako pustý. Později byl rozebrán.

## Popis
Hrad byl jednodílné dispozice obdélníkového půdorysu o rozměrech 100 × 68 metrů. Po obvodu jej chránil příkop široký 20-25 metrů, před nímž se nacházel val. Jelikož všechny nadzemní části byly rozebrány, nedá se bez archeologického průzkumu provést jeho rekonstrukce.

## Dostupnost
Místo je dostupné po NS Paseky.